# St Day
St Day är en ort och civil parish i Storbritannien.   Den ligger i grevskapet Cornwall och riksdelen England, i den södra delen av landet, 400 km väster om huvudstaden London. St Day ligger 128 meter över havet och antalet invånare är 700.
Terrängen runt St Day är platt. Runt St Day är det ganska tätbefolkat, med 199 invånare per kvadratkilometer. Närmaste större samhälle är Camborne, 8,5 km väster om St Day. Trakten runt St Day består i huvudsak av gräsmarker.